# Guildford
Guildford (ejtsd:  meghallgat) egy angliai város, továbbá Surrey megyeszékhelye. Egy London központjától körülbelül 43 kilométerre (kb. 27 mérföldre) délnyugatra fekvő, szép környéken található település, a Wey folyó jobb partján. Viszonylag nagy kiterjedésű, de népessége alig 70 ezer fő. Gazdaságilag fontos szerepet tölt be, továbbá jelentős vasúti csomópont is.
Egykor mezőváros volt, a Wessex királyok székhelye, az 1600-as évekig királyi birtok. Manapság gazdasági jelentőségén felül kedvelt turistacélpont, mivel sok látványosság található a városban. Ilyenek a régi épületek, a nyüzsgő, gránitköves főutca, a számos golfklub, egy korabeli normann erőd romjai, vagy a heti kétszer megtartott, hagyományőrző vásárok.

## Etimológia
A 10. században a várost Guldeford-ként, a 11. században pedig Geldeford-ként jegyezték be. A történészek szerint a név első fele a guild szóra vezethető vissza, mely a kereskedők egy csoportját jelölte. Más források szerint a gold (arany) szóra vezethető vissza az eredet, mely – bányászható arany hiányában – az aranysárga virágokat, vagy az aranyszínű homokot jelölheti. A  név második felében a ford (gázló) pedig a Wey folyón való könnyű átkelést jelentő gázlót takarja.

## Története
A térség már a római korban is lakott volt, később egy kelta település feküdt itt. Guildford – mint olyan – a rómaiak távozása után egy kis szász településként jött létre. Folyamatosan nőtt, és Nagy Alfréd, az első angolszász király 978-ban átnevezte. Hódító Vilmos korában a városban volt a Királyi Pénzverde. A folyamatos növekedés, terjeszkedés a település szépülését, gyors fejlődését tette lehetővé. Ennek, és persze fekvésének köszönhetően Guildford gyorsan az előkelő nemesség, a grófok és királyok kedvelt helye lett. Ez még gyorsabb fejlődést hozott, különösen kulturális és szellemi téren.
A második világháború alatt menedékek épültek a légitámadások ellen, melyek jól felszereltek voltak, némely akár 1000 főt is képes volt befogadni. 1974 október 5-én az IRA robbantott bombát a városban, mely négy ember halálát okozta.